# Batocera sumbaensis
Batocera sumbaensis là một loài bọ cánh cứng trong họ Cerambycidae.